# Josef Wennemann
Josef H. Wennemann (* 2. Juli 1926 in Höxter; † 14. März 2021) war ein deutscher Mediziner.

## Werdegang
Wennemann war von 1966 bis zum Eintritt in den Ruhestand 1991 Chefarzt der Gynäkologischen Abteilung des St.-Sixtus-Krankenhauses in Haltern am See. Schon während seiner Zeit als Chefarzt initiierte er mehrere Entwicklungshilfeprojekte, welche die medizinische Versorgung in Ländern der Dritten Welt verbessern helfen sollen. Unter anderem rief er 1987 die Sammelaktion „Eine Kuh für Brasilien“ ins Leben, welche die Errichtung und die Unterhaltung des Armenhospitals Santo Antônio in Sinop (Mato Grosso/Brasilien) unterstützt. Ab 1994 war er für das Medikamentenhilfswerk action medeor als ärztlicher Berater tätig. Ende der 1990er Jahre startete er ein Lepraprojekt in Bolivien. Für seine Projekte sammelte er bis 2001 mehr als 600.000 Euro. In diesem Jahr gründete er die gemeinnützige Dr. Josef H. Wennemann-Stiftung, die insbesondere den Fortbestand des Krankenhauses in Sinop sichern soll.
Von 1993 bis 2002 war er Vizepräsident des Lateinamerika-Zentrums.

## Ehrungen
- 2005: Ehrenbürger von Sinop
- 2008: Großes Verdienstkreuz der Bundesrepublik Deutschland